# او-۵۷ (کریگس‌مارینه)
زیردریایی یو-۵۷ (۱۹۳۸) (به انگلیسی: German submarine U-57 (1938)) یک زیردریایی بود که طول آن ۴۳٫۹۰ متر (۱۴۴ فوت ۰ اینچ) بود. این زیردریایی در سال ۱۹۳۸ ساخته شد.